# Bojná
Bojná (maďarsky Nyitrabajna) je obec v jihozápadní části okresu Topoľčany v Nitranském kraji na západním Slovensku. Žije v ní přibližně 2 000 obyvatel.

## Historie
Mezi oblasti s víceméně souvislým osídlením od příchodu Slovanů na území Slovenska patří východní úpatí Považského Inovce. Nejstarší nálezy pocházejí z mladší doby kamenné, sídlištní objekty byly nalezeny i z doby bronzové a po vládě Keltů a Germánů byla oblast dobyta Slovany. Osídlení Valů je předpokladem, že území dnešní obce bylo osídleno i v období Velké Moravy. Její název je pravděpodobně odvozen od praslovanského slova „bojňa", označujícího osadu v blízkosti místa s vojenskou posádkou, jejíž přítomnost na hradištích je doložena.
První písemná zmínka o Bojné pochází z roku 1424. kde je uváděna jako Bayna. V roce 1786 její název už je Bojna; maďarsky Bajna. Obec náležela panství Tematín, v 16. století rodu Báthoryů a v roce 1638 náležela panství Hlohovec. Její poloha v blízkosti důležité cesty napomohla rychlému rozvoji osady ve vinařské město. Prosperitu zastavil ničivý útok osmanských vojsk v roce 1530, kdy byla vypálena více než polovina domů. Řemesla, trhy, jarmarky a zejména vinařství pomohly městu znovu vzkvétat, jak dokládá dochovaný erb se svazkem hroznů a vinařským nožem. V 18. století byly ve vsi až čtyři mlýny, pivovar, sklárna a papírna na výrobu ručního papíru, své cechy zde měli kloboučníci, ševci, truhláři a pekaři, později také tkalci, kováři, kotláři, klempíři a hrnčíři. V roce 1715 měla obec 73 domácností a vinice, v roce 1753 zde žilo 141 rodin. V roce 1787 žilo v 174 domech 1118 obyvatel a v období 1801–1848 byla městečkem s trhovým právem. Začátkem 20. století byla v obci založena sociálnědemokratická odborová organizace. V obci bylo hodně zedníků, kteří vyráželi za prací hlavně do Vídně a Budapešti. Hlavní obživou ostatního obyvatelstva bylo zemědělství. V meziválečném období to bylo zemědělství, stavební dělníci a tkalcovství.
Malé Dvorany byly obec královských dvořanů a první písemná zmínka o ní pochází z roku 1156. V roce 1324 byla navrácena Karlem I. Robertem rodu Bugárů, kteří ji v roce 1337 vyměnili se šlechtici z Lipovníku. V 16. století náležela soudci Hermanovi Lampertovi, v 14. – 18. století patřila více majitelům. V 17. století měla obec 9 domácností a mlýn. V roce 1787 žilo v obci 233 obyvatel v 33 domech, v roce 1828 zde žilo 251 obyvatel v 36 domech. Hlavní obživou bylo zemědělství a ovocnářství. V 19. století v obci fungoval lihovar rodiny Kufflerů. V roce 1967 byla obec připojena k obci Bojná. V obci stál renesanční kaštel, který byl přestavěn v 19. století.
Čížovec byl poprvé doložen v roce 1380, kdy patřila rodu Ludanickým. Později byla obec rozdělena na Dolní a Horní Čižovec, které splynuly s Malými Dvorany.

## Přírodní poměry
Obec leží v jihovýchodní části Považského Inovce a částečně v severozápadní části Nitrianské pahorkatiny. V blízkosti obce se nachází vrch Marhát (758 metrů). Území obce dlouhé asi 9 km a široké 4,5 km položené ve směru jihovýchod–severozápad se rozkládá v nadmořské výšce v rozmezí 193–591 m, střed obce je ve výšce 211 metrů. Pohoří je tvořeno krystalickými horninami, vrchy jsou pokryté sprašovými hlínami. Severozápadní část tvoří lesy (dubovo–bukové se smrkem) jihozápadní část je orná půda.
Obcí protéká potok Bojnianka, její údolí je široké 300 až 500 m.

### Využití půdy
Celková rozloha obce je 33,8092 km², z toho 39 % tvořila zemědělská půda (2020). Využití půdy v roce 2020: 30 % orná půda, 2 % zahrady, 6 % travnaté plochy, 57 % lesy.
V roce 2023 připadalo z celkové výměry 1 302 ha na zemědělskou půdu. Z toho 1 026,55 ha byla orná půda, 4,07 ha pokrývaly vinice, 63,15 ha byly zahrady a ovocné sady a 208,22 ha připadalo na travnaté plochy. Z nezemědělské půdy 1 930,09 ha pokrývaly lesy a 97,43 ha byla zastavěná plocha.

### Hradná dolina
V severozápadní části v údolí Hradná dolina byl v roce 2021 vyhlášen chráněný areál o rozloze 14,33 hektaru. Předmětem ochrany jsou vrbovo–topolové a olšové lesy s živočišnými druhy kuňka žlutobřichá (Bombina variegata) a páskovec velký (Cordulegaster heros). Správce území je Správa CHKO Ponitří.

### Sousední obce
Obec sousedí:
| Stará Lehota     | Nová Lehota   | Podhradie       |
| Hubina, Lipovník |               | Tesáre, Kuzmice |
| Blesovce         | Veľké Dvorany |                 |

## Znak
Blason: V červeném štítu velký vinařský nůž, vedle postavený dole zesílený doleva ohnutý stonek nesoucí hrozen, vše stříbrné. Znak byl obci udělen v roce 1994.

## Doprava
Obcí prochází silnice II/499 z Topolčan do Piešťan.

## Pamětihodnosti
V roce 1741 obyvatelé postavili kapli Božského srdce Ježíšova, v roce 1780 kostel Všech svatých a v roce 1843 kapli svatého Urbana.

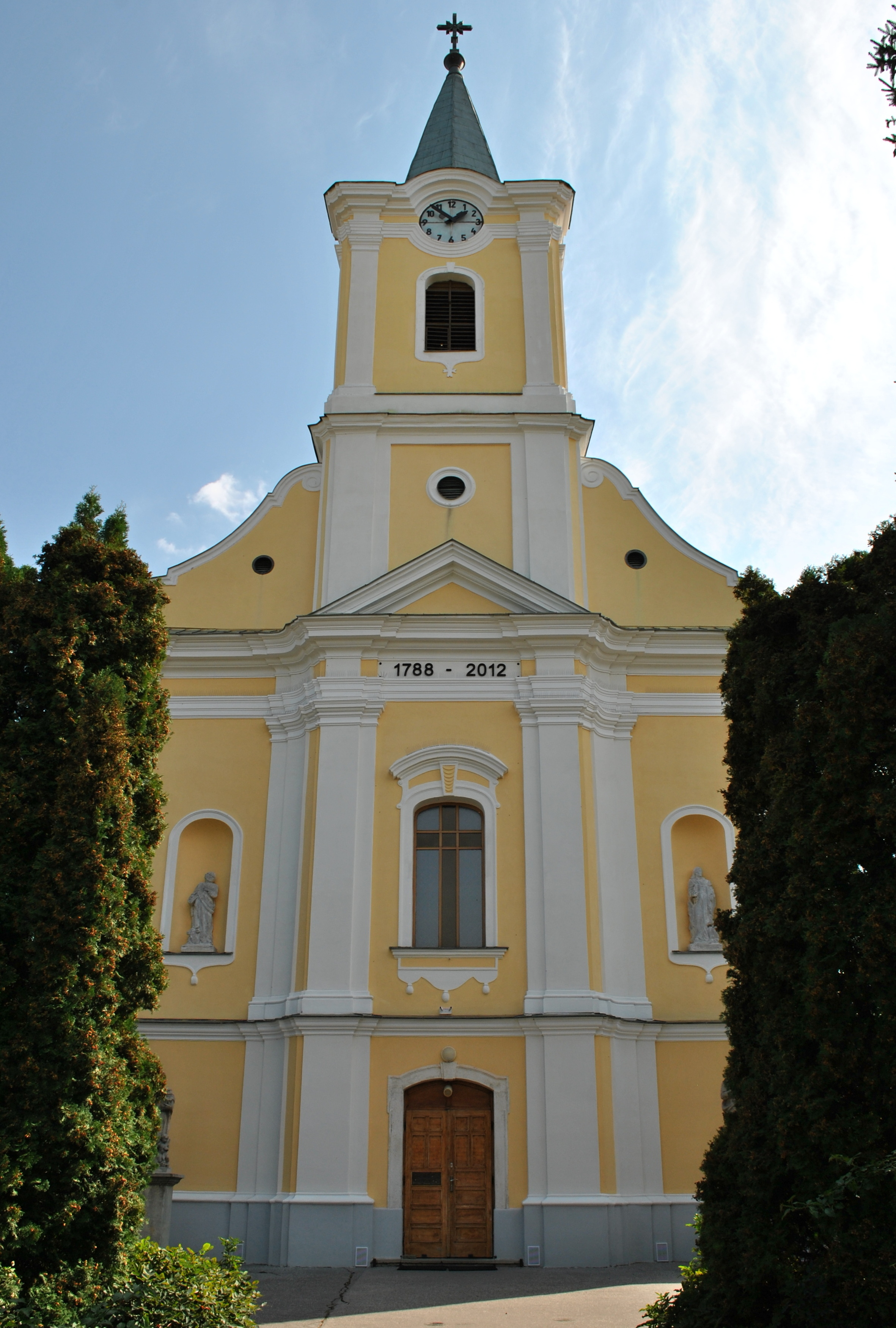
Kostel Všech svatých v obci Bojná

### Kostel Všech svatých
Hlavní dominantou obce je římskokatolický farní kostel Všech svatých. Z písemných dokladů vyplývá, že farnost v Bojné byla už v roce 1400a patřila pod ostřihomskou arcibiskupství. Ve vizitační zprávě z roku 1559 se uvádí, že v Bojné byl postaven nový kostel, který nechal postavit Ondrej Bonaventura Báthori. Kostel měl loď 11,7 m dlouhou, 9,9 m širokou a 5,4 m vysokou, věž byla 25 m vysoká. V roce 1736 byl kostel přestavěn a v roce 1788 postaven nový, jehož náklady hradil hrabě Jan Nepomuk z Erdödy (1733–1806). V roce 1936 byla provedena výmalba lodi malířem Schrámkem z Banské Štiavnice. Opravy, rekonstrukce a úpravy byly provedené v roce 1950, 1964, 2003 a 2007. Dne 2. října 2007 byl kostel znovu konsekrován arcibiskupem Jánem Sokolem. V roce 1972 byly instalovány nové varhany firmy Rieger-Kloss z Krnova.
Kostel je jednolodní stavba se zaobleným závěrem (kněžištěm), přistavěnou sakristií a vestavěnou věží. Fasáda je členěná pilastry. Vestavěná věž ve štítovém průčelí je ukončena jehlanovou střechou. Nad obdélným portálem s půlkruhovým záklenkem je oběžná kordonová římsa a nad ní obdélné okno, po jehož stranách jsou niky se sochami evangelistů svatého Matouše a svatého Marka. V interiéru je loď zaklenuta pruskými plackami s meziklenbovými pasy. Ty dosedají na vtažené pilíře s římsovými hlavicemi. Na stropě je pět velkoplošných obrazů s náboženskou tematikou. Hlavní klasicistní oltář byl z roku 1800 s oltářním obrazem z roku 1869 od Ignáce Lizbotha. Nad oltářem je kruhové okno s vitráží, které zobrazuje Svatou Rodinu. Tři boční oltáře jsou zasvěcené svatému Jozefovi, Nejsvětějšímu Srdci Ježíšovu a Panne Marii. Čtvercová kazatelna z počátku 19. století je zdobena reliéfem. Na ní stojí tři sochy evangelistů a soška putti. Nad baldachýnem je sousoší svatého Michaela s ďáblem.
Ve věži jsou věžní hodiny a tři zvony. Největší je zasvěcen Cyrilovi a Metoději, střední Panně Marii Růžencové a třetí svatému Jozefovi. Zvony byly v roce 2008 opravovány.
Před kostelem stojí na podstavci socha Immaculata ze začátku 18. století. V roce 1832 byla obnovená a nový podstavec byl pořízen v roce 1850. Socha s podstavcem je chráněná kulturní památka.
Od roku 2008 římskokatolická farnost Bojná náleží pod děkanát Topoľčany diecéze nitranské. Od roku 2004 byla k farnosti připojena filiální farnost Lipovník.

### Synagoga

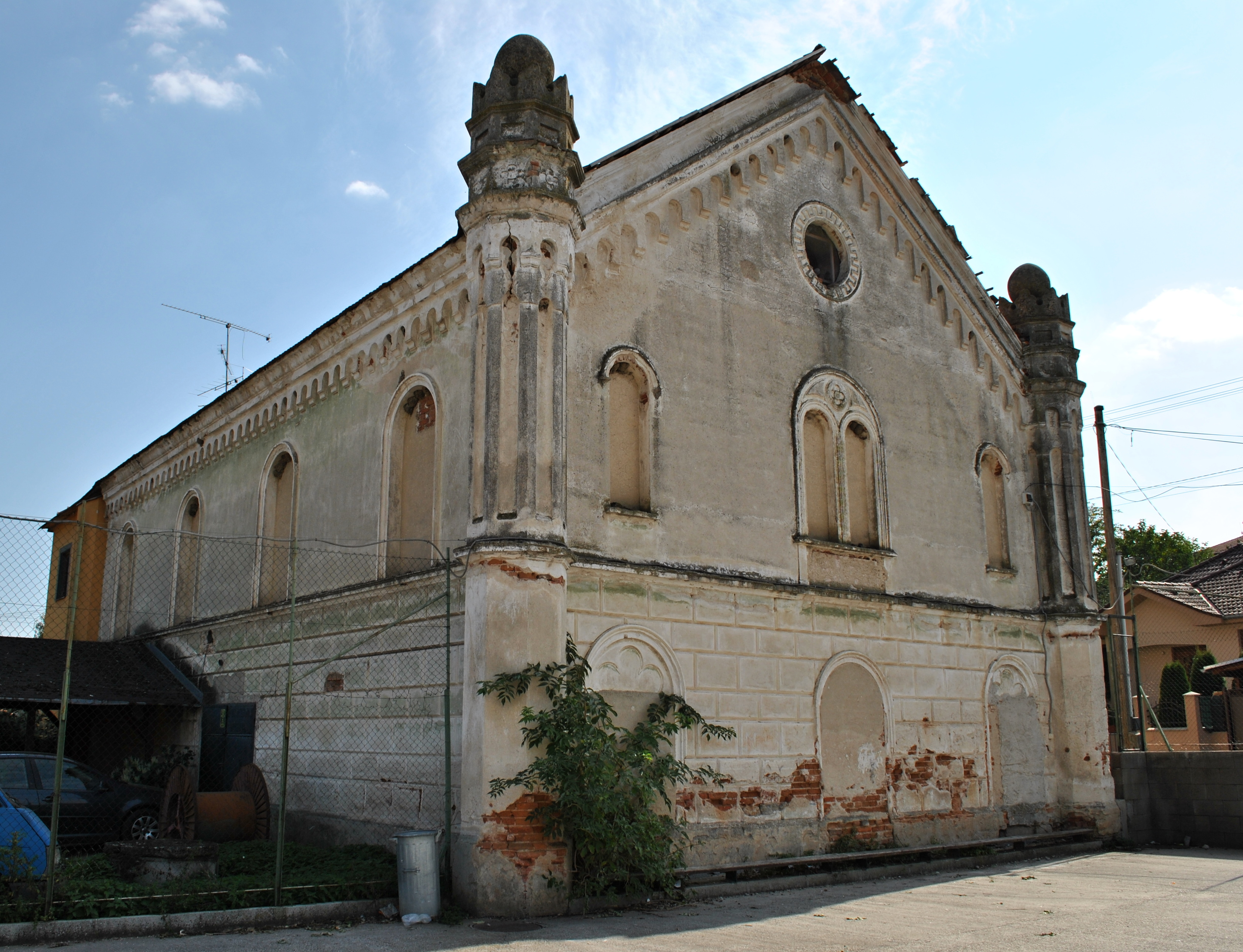
Synagoga v Bojné

Synagoga stojí ve středu obce a byla postavena kolem roku 1880. Sakrální stavba má sedlovou střechu, maurské nárožní minarety a novorománský obloukový vlys. Interiér synagogy se nedochoval. Synagoga po druhé světové válce sloužila jako sýpka, kulturní dům, autodílna a v přístavbě byl bar. V roce 2020 byla na prodej. Západně od synagogy na okraji obce se nachází židovský hřbitov, který je neudržovaný, náhrobky jsou poškozené a částečně rozkradené.

### Zaniklé kaštely

#### Kaštel Bojná
Původní renezanční kaštel byl postaven uprostřed obce v průběhu 17. století pravděpodobně některým s příslušníků Forgáčů, kteří vlastnili Bojnou od roku 1636. V roce 1706 panství získali Erdödyové. V kaštelu hrabě Jozef Erdödy (1754–1824) založil nemocnici. V roce 1817 byla budova kaštelu přestavěna. Zrušenou nemocnici zakoupil Ján Boll, bojnický farář a Karol Tohl, předseda spolku pro zakládání křesťanských škol. V roce 1901 byl založen ústav kongregace školských bratří sv. Jana de la Sella. Byly opraveny budovy, zřízena školní kaple, hřiště, založen vinohrad s zřízen školní statek. V roce 1936 před klášterem vznikl park a postaven památník svatého Jana de la Sella. Činnost kláštera a internátní školy byla ukončena v roce 1950. Objekt kláštera chátral a v osmdesátých let 20. století byl zbořen, mimo jedné budovy areálu. V jeho blízkosti byla postavena škola. V roce 2014 byl obnoven a vysvěcen pomník a park sv. Jana de la Sella. Kaštel byla dvoupodlažní dvoukřídlá budova s obdélníkovým půdorysem. V hlavní fasádě členěné mělkými rizality a sedmnácti okenními osami byl vstupní porál, nad nímž byla datace jeho přestavby v roce 1817. Přízemí místnosti řazené vedle sebe byly zaklenuty pruskou plackou, v patře byly plochostropé.

#### Kaštel Malé Dvorany
V letech 1547–1554 bratři Kašpar II., Michal a Ján Mereyovi postanili kúrii (domus lapidus) – přízemní kamennou budovu, kterou od roku 1549 obýval Kašpar II. Kúria byly v dalším období přestavována na kaštel. Přestavba byla dokončena v roce 1648 Kašparem IV. Merey a jeho chotí Evou Plathyovou. Tato datace byla pod erbem na venkovní fasádě. V té době kaštel byla renesanční patrová stavba s valenými klenbami a arkádami. V tomto období vznikl i j bastion ještě existující v roce 2005. V pořadí čtvrtá přestavba v roce 1764 se týkala dispozice objektu a to rozdělení na dvě samostatné stavby, pravděpodobně zbouráním střední část objektu. Z tohoto období pocházely klenby v přízemí bastionu a schodišti. O rozdělených částech se mluvilo jako o novém a starém kaštelu. V roce 1866 ke kaštelu patřil nedaleký statek s hospodářským dvorem, pálenicí, pivovarem a rozsáhlým parkem. Poslední přestavbu provedl Leopold Kufler na konci 19. století. Starý kaštel byl zbořen údajně v roce 1921. Po roce 1945 vlastnil kaštel stát. V roce 1984 byl spolu s parkem prohlášen kulturní památkou Slovenska. V roce 2001 obec kaštel i s parkem prodala soukromé osobě. Majitel požádal o vyřazení kaštelu z ÚZPF pro neudržitelný havarijní stav. Jeho žádosti bylo vyhověno a v roce 2004 byl proveden stavebně historický výzkum a kaštel byl zbourán. Tříhektarový park je nadále kulturní památkou.
V prosinci roku 2024 byla uveřejněna nabídka k prodeji nemovitosti v Malých Dvoranech (Bojná), která zahrnovala park (kulturní památka), parcelu, na které stál původní kaštel, ke stavbě nového kaštelu (kopie) se stavebním povolením a kompletním projektem stavby. Pozemek má výměr 25 239 m², postavenou kamennou ohradní zeď z roku 2009 (délka 249 m, výška 2,5 m) a kovové oplocení v délce 306 m, ohodnocené jednotlivé stromy v parku. Stavební projekt je na dvoupodlažní objekt s garáží a hostitelský domek; celková užitková plocha – 780 m². V přízemí (325 m²) by měla být vstupní hala, obývací pokoj kuchyň, jídelna, knihovna a pokoj s koupelnou. Garáž pro tři auta. V patře pak pět pokojů a čtyři koupelny. Hostitelský domek (59 m²) by měl mít jeden pokoj, kuchyň, koupelnu a garáž pro jeden automobil. K výstavbě kaštelu je zahrnuto v ceně 650 t tvarovaného travertinu s plánem umístění jednotlivých částí. Travertin je umístěn v hale na pozemku.[chybí lepší zdroj]

### Archeologická lokalita Bojná-Valy

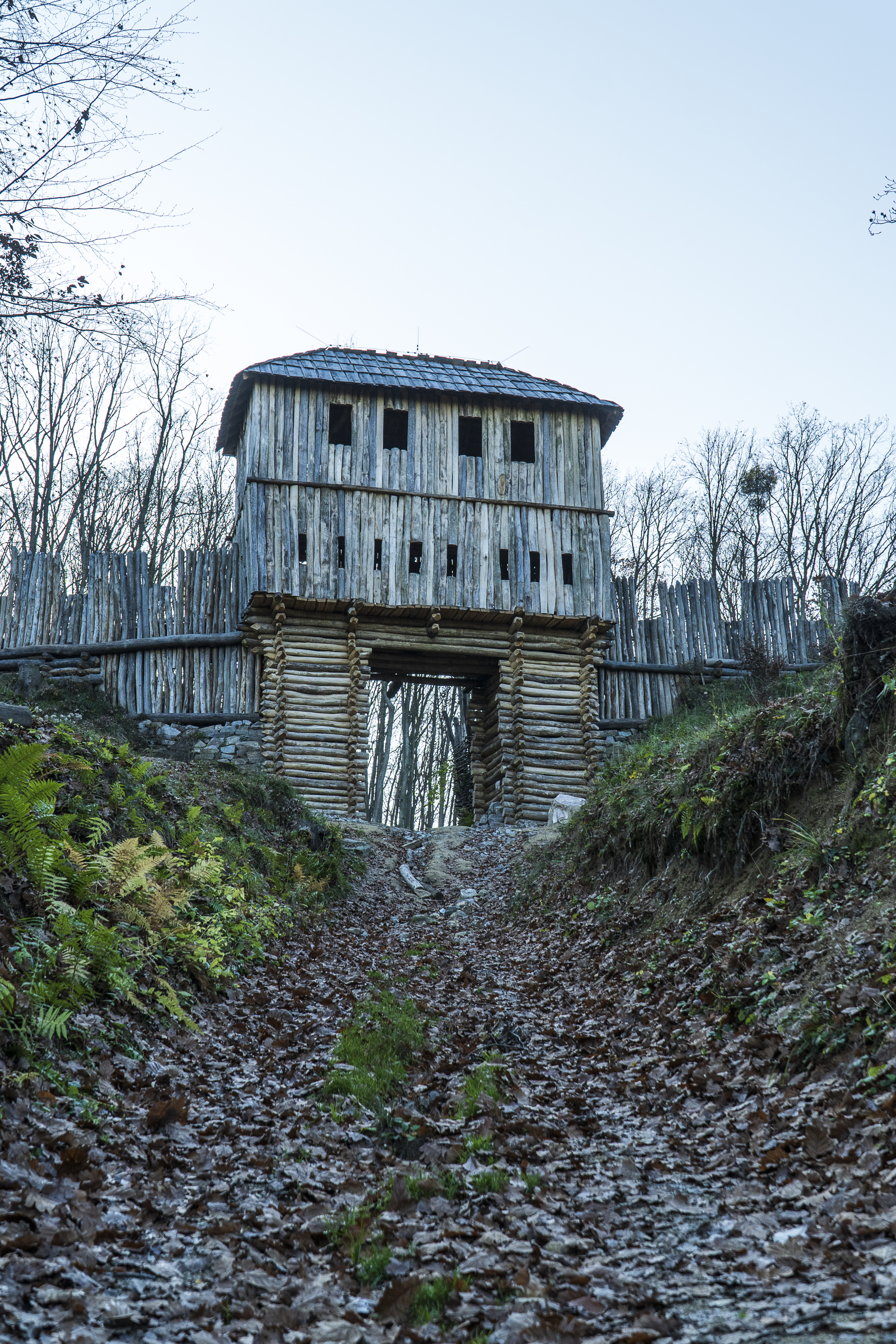
Replika brány na hradišti Valy I.

Bojná se stala známá archeologickými nálezy z období Velkomoravské říše. Podle výzkumu Archeologického ústavu Slovenské akademie věd byla Bojná v období před Velkou Moravou hospodářským a politickým centrem Nitranského knížectví. Byly zde nalezeny unikátní památky dokládající proces christianizace Slovanů.
V severozápadní části obce v Krahulčích vrších na ostrohu Valy v Heťkově údolí se nachází hradiště Valy (Bojná I) o rozloze 11 ha, které leží v nadmořské výšce 390–430 m n. m., má ledvinovitý tvar a jeho valy z vnější strany dosahují impozantní výšky 8–10 m. Hradiště zaniklo na začátku 10. století. Archeologická lokalita je chráněná kulturní památka.

### Další archeologická lokality
Nad roklí Bojnianky na kotě Hradisko (335 m n. m.) je další archeologická lokalita. Jedná se o složité kruhové opevnění s dvojitou linií příkopu a valu (Bojná II).
Další zemní opevnění leží na hřebeni východní části masivu Žihľavníku (Bojná III); opět se jedná o dvě obranné linie tvořené příkopem a valem, pravděpodobně původně kruhové. Ucelený obraz o ploše a hranicích tohoto hradiště poskytlo využití leteckého skeneru, který navíc pomohl odhalit další hradiště – Bojná IV (Nové Valy) a Bojná V. Moderní technologie doplnila původní fragmenty do uceleného obrazu největší, zatím 21hektarové lokality Bojná V. Nálezy potvrdily, že lokalita byla osídlena již v době bronzové a laténské, ale také v době velkomoravské, kdy tvořila součást bojanovského hradištního komplexu.

### Muzeum Velké Moravy
V souvislosti s archeologickými objevy na území obce Bojná bylo ve spolupráci Archeologického ústavu otevřeno v roce 2012 muzeum Velké Moravy. Jsou zde vystaveny artefakty z dob před příchodem Cyrila a Metoděje na Velkou Moravu jako např. soubor šesti pozlacených reliéfních desek z přenosného oltáře. nebo unikátní zvon se železným srdcem, který byl objeven v roce 1997, který je typově shodný s nejstarším dochovaným křesťanským bronzovým zvonem nalezeným v italském Caninu. Mezi vystavenými artefakty nechybí i šperky, předměty domácí potřeby a zbraně, které byly nalezené v Bojné.

## Osobnosti
- Artur Harmat, do roku 1903 Hubáček (1885–1962) katolický církevní skladatel, pedagog a dirigent.[32]